# Radnice v Brémách
Brémská radnice je významná renesanční architektonická památka v německém městě Brémy. Nachází se na severovýchodní straně Tržního náměstí (Bremer Marktplatz). Vedení města (starosta i městský senát) v budově sídlí dosud. Roku 2004 byla radnice spolu s nedalekou Rolandovou sochou zapsána na seznam Světového dědictví UNESCO. Radnice byla postavena v 15. století ještě v gotickém slohu, avšak po roce 1545 byla přebudována ve slohu renesančním. V hlavní zasedací hale jsou u stropu zavěšeny modely středověkých lodí, jež mají upomínat na námořní a hanzovní tradici města. V podzemí radnice se nachází vinný sklep, který je v současnosti oblíbenou turistickou atrakcí. Schraňuje i nejstarší víno v Německu, Rüdesheimer z roku 1653, ale dle tradice se ho smí napít jen sklepmistr a brémský starosta. Kousek od radnice je krom Rolandovy sochy vztyčena i další známá socha upomínající na pohádku bratří Grimmů Brémští muzikanti.